# 布克沃區
布克沃區是非洲中部國家烏干達的一個區，由東部區負責管轄，首府是布克沃，距離姆巴萊約83公里，與毗鄰的肯尼亞有貿易往來，2010年人口估計為58,300。
2005年，本區自卡普喬魯瓦區析出。

## 外部連結
- Cattle Rustling In The Great Lakes Region by Saul Chemonges Kasumbein[永久]